# 코소보 여자 축구 국가대표팀
코소보 여자 축구 국가대표팀은 코소보를 대표하는 여자 축구 대표팀으로 2017년 3월 1일 폴란드와의 국제 경기 데뷔전에서 0-5로 대패했으며 1999년까지는 유고슬라비아의 일부로 국제 경기를 뛰었다.

## 개요
2016년 5월 3일 UEFA가 코소보의 정식 가입을 승인하였으며 2016년 5월 13일 FIFA도 코소보의 정식 가입을 승인하면서 코소보는 UEFA 유럽 여자 축구 선수권 대회와 FIFA 여자 월드컵 예선 등의 공식 국제 대회에 참가할 수 있게 되었다.

## 국제 대회 경력

### FIFA 여자 월드컵
2023년 FIFA 여자 월드컵 유럽 지역 예선 F조 10경기에서 2승 1무 7패·조 4위를 기록했는데 특히 같은 최약체팀인 아르메니아와의 2번의 맞대결에서 모두 승리를 쟁취했다.

### UEFA 유럽 여자 축구 선수권 대회
UEFA 여자 유로 2022 예선을 통해 국제 대회에 처음으로 모습을 드러내자마자 튀르키예를 첫 경기에서 잡아내는 등 10경기에서 3승 1무 6패·조 4위의 괜찮은 성적을 거두었다.

### UEFA 여자 네이션스리그

#### 2023-24년 리그 C
여자 네이션스리그 첫 시즌인 2023-24 시즌 리그 C에서 불가리아, 북마케도니아를 상대로 3승 1무·조 1위로 차기 시즌 리그 B 승격에 성공했다.

## 성적

### FIFA 여자 월드컵
- 1991년 ~ 2015년: 유고슬라비아의 일부(1999년까지), 비회원국(2000년 ~ 2016년 4월)
- 2019년: 예선 탈락

### 올림픽 축구
- 1996년 ~ 2016년: 불참

### UEFA 유럽 여자 축구 선수권 대회
- 1984년: 불참
- 1987년: 불참
- 1989년: 불참
- 1991년: 불참
- 1993년: 불참
- 1995년: 불참
- 1997년: 불참
- 2001년: 불참
- 2005년: 불참
- 2009년: 불참
- 2013년: 불참
- 2017년: 불참

## 같이 보기
- 코소보 축구 국가대표팀